# Hyperthaema albipuncta
Hyperthaema albipuncta är en fjärilsart som beskrevs av William Schaus 1901. Hyperthaema albipuncta ingår i släktet Hyperthaema och familjen björnspinnare. Inga underarter finns listade i Catalogue of Life.